# Theobroma sinuosum
Theobroma sinuosum är en malvaväxtart som beskrevs av Pav. och Huber. Theobroma sinuosum ingår i släktet Theobroma och familjen malvaväxter. Inga underarter finns listade i Catalogue of Life.